# José de Casanova

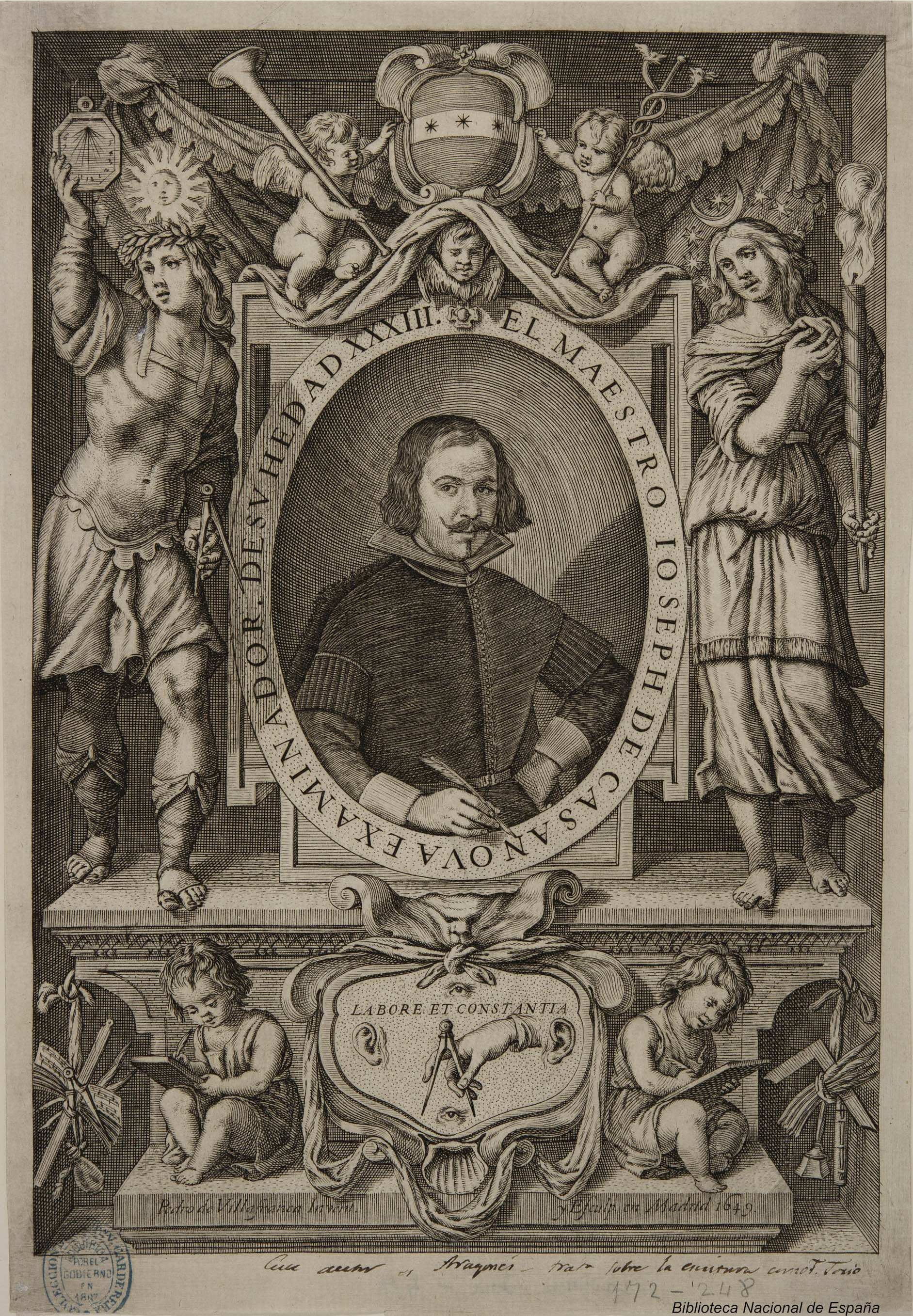
Frontispicio de la Primera parte del Arte de escrivir todas formas de letras de José de Casanova con el retrato del autor, grabado calcográfico firmado «Pedro de Villafranca Invent. y Esculp. en Madrid 1649»

José de Casanova (Magallón, 1613-Madrid, 1692) fue un calígrafo, maestro y examinador de los maestros de Madrid, y notario apostólico español.
Bautizado en Magallón el 20 de marzo de 1613, miembro de una familia hidalga pero sin medios económicos, con diecisiete años, viviendo ya del oficio de la pluma, se colocó como oficial de un secretario de la Chancillería de Valladolid. En 1638 se trasladó a Madrid donde abrió una escuela de primeras letras en la Puerta de Guadalajara y obtuvo en 1642 el título de examinador de maestros. Este mismo año participó en la fundación de la Congregación de San Casiano, congregación de los maestros madrileños con sede en el convento de la Santísima Trinidad, que tuvo a su cargo la regularización de las enseñanzas. En el mes de noviembre figuraban inscritos en su escuela, una de las más concurridas de Madrid, 93 alumnos de escribir y contar y 48 de solo leer, de los que 35 recibían clases gratuitamente por ser pobres.
En 1650 sacó a la luz con dedicatoria a Felipe IV y aprobación del padre Juan Eusebio Nieremberg, su Primera parte del Arte de escrivir todas formas de letras, destinada a la enseñanza de los maestros. Del grabado de las láminas con las muestras de los tipos de letras bastarda, agrifada y romanilla, se ocupó él mismo gracias a las instrucciones que recibió de Pedro de Villafranca, quien firmó la anteportada del libro con el retrato del calígrafo. En los preliminares, con los consabidos elogios poéticos de los amigos, sendos sonetos de Pedro Calderón de la Barca y de Agustín Moreto auguraban al autor la fama inmortal de su magisterio asegurada con la pericia de su buril y de su pluma. Aunque el título anunciaba una segunda parte, en la que completaría todas las variedades de tipos de letra que sabía escribir, si la llegó a terminar nunca se editó.
En 1668 dejó la enseñanza para dedicarse a los negocios, entre ellos el abastecimiento de carbón a la corte, con el que obtuvo pingües beneficios. Hizo testamento en 1685, gozando de buena salud y de su puño y letra, con la letra clara que siempre le distinguió a pesar de los años, y falleció el 7 de marzo de 1692.